# Vlastimil Lada-Sázavský
Vlastimil Lada-Sázavský (Praga, 31 marzo 1886 – Praga, 22 aprile 1956) è stato uno schermidore boemo, vincitore di una medaglia di bronzo nella scherma ai giochi olimpici.